# Nina Gopova
Nina Yurievna Gopova-Trofimova (Nizhni Nóvgorod, URSS, 4 de mayo de 1953) es una deportista soviética que compitió en piragüismo en la modalidad de aguas tranquilas. 
Participó en dos Juegos Olímpicos de Verano en los años 1976 y 1980, obteniendo dos medallas, oro en Montreal 1976 y plata en Moscú 1980. Ganó cinco medallas en el Campeonato Mundial de Piragüismo en los años 1973 y 1974.

## Palmarés internacional
| Juegos Olímpicos   | Juegos Olímpicos          | Juegos Olímpicos | Juegos Olímpicos |
| Año                | Lugar                     | Medalla          | Evento           |
| ------------------ | ------------------------- | ---------------- | ---------------- |
| 1976               | Montreal (Canadá)         | Medalla de oro   | K2 500 m         |
| 1980               | Moscú (URSS)              | Medalla de plata | K2 500 m         |
| Campeonato Mundial |                           |                  |                  |
| Año                | Lugar                     | Medalla          | Evento           |
| 1973               | Tampere (Finlandia)       | Medalla de oro   | K1 500 m         |
| 1973               | Tampere (Finlandia)       | Medalla de plata | K2 500 m         |
| 1973               | Tampere (Finlandia)       | Medalla de oro   | K4 500 m         |
| 1974               | Ciudad de México (México) | Medalla de plata | K1 500 m         |
| 1974               | Ciudad de México (México) | Medalla de plata | K4 500 m         |